# Highland Clearances

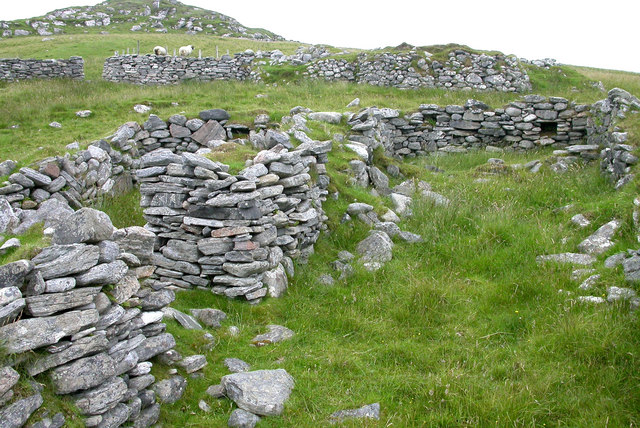
Abitazioni rurali in rovina su Fuaigh Mòr nel Loch Roag. L'isola fu lasciata dai propri abitanti nel 1841 ed oggi è utilizzata solamente come pascolo per ovini.

Le Highland Clearances (in italiano: liberazione delle Highland, in gaelico scozzese: Fuadach nan Gàidheal, che significa "l'espulsione dei Gael") furono un trasferimento forzato di un numero significativo di persone avvenuto durante il XVIII e XIX secolo per espellerle dai terreni agricoli tradizionali posseduti dai lord nelle Highlands scozzesi, dove la popolazione praticava agricoltura su piccola scala. Le espulsioni furono causate dalle enclosure delle terre comuni e dal passaggio dall'agricoltura all'allevamento di ovini, una rivoluzione agricola portata avanti dai proprietari terrieri ereditari e aristocratici. Le Clearances furono costituite da una complessa serie di eventi avvenuta su un periodo di oltre cento anni. Le Highland Clearances sono state definite come "uno sfratto forzoso simultaneo di tutte le famiglie che vivevano in una data area come un intero glen".
Le Clearances sono particolarmente note per via della brutalità di molti sfratti a breve termine (anno dopo anno, gli inquilini non avevano quasi più protezione secondo il diritto di Scozia) e per via dell'abbandono precipitoso del tradizionale sistema dei clan, in cui le obbligazioni reciproche tra la popolazione e i loro capi erano ben riconosciute. Gli effetti cumulativi delle migrazioni, e delle emigrazioni "volontarie" su larga scala nello stesso periodo, devastarono il paesaggio culturale della Scozia in una maniera totalmente diversa da tutte le altre aree della Gran Bretagna; gli effetti delle Clearances avrebbero distrutto gran parte della cultura gaelica.
Le Clearances causarono una significativa emigrazione degli abitanti delle Highlands verso la costa, verso le Lowlands scozzesi, e più lontano verso il Nord America e l'Australasia. All'inizio del XXI secolo, si trovavano più discendenti degli abitanti delle Highlands in queste destinazioni della diaspora che nella Scozia stessa.

## Panorama sociale ed economico
Le enclosures dell'Inghilterra rurale nell'ambito della rivoluzione agricola britannica ebbero inizio molto prima, durante il periodo Tudor. Gli sviluppi simili che ebbero luogo in Scozia vennero chiamati Lowlands Clearances, ma nelle Highlands l'impatto di una cultura semi-feudale di lingua goidelica, che comprendeva obbligazioni di un capo verso il proprio clan, portò a azioni popolari contro le Clearances. Vi fu sempre una persistente amarezza tra i discendenti di coloro che furono obbligati a migrare o a rimanere in tenute signorili di aree molto limitate e terreni non fertili.

### Cambiamenti nella leadership dei clan
Dalla fine del XVI secolo, le leggi richiesero ai capi dei clan di recarsi regolarmente ad Edimburgo per stendere accordi per la gestione di ogni persona nel loro territorio; questo fatto portò alla tendenza tra i capi dei clan ad identificarsi come proprietari terrieri, piuttosto che come guida dei loro uomini. La piccola nobiltà dei clan iniziò a dedicarsi al pascolo, portando il bestiame nelle Lowlands per venderlo. Ciò portò ricchezza e proprietà terriere all'interno dei clan, anche se le Highlands continuarono ad essere sovrappopolate e povere. I proprietari terrieri consideravano gli agricoltori come forza lavoro virtualmente gratuita, e li obbligavano a lavorare per molte ore per attività come il raccolto e la lavorazione delle alghe, un'attività che raggiunse il picco nelle Highlands occidentali tra il 1750 e il 1815.

### Repressione del giacobismo
L'insurrezione giacobita (1648-1746) causò molti sforzi del governo per frenare i clan che sostenevano Giacomo VII di Scozia e II d'Inghilterra e Giacomo Francesco Edoardo Stuart. Il governo dell'epoca rispose con la repressione dopo la battaglia di Culloden del 1746, che fu l'ultimo tentativo significativo degli Stuart di ri-impossessarsi del trono.
La legge sulla proscrizione del 1746 stabilì che tutte le spade fossero consegnate al governo e proibì l'abbigliamento tradizionale dei clan fatto di tartan e kilt. Un'altra legge del 1746 rimosse il potere virtualmente sovrano che i capi-clan detenevano sul proprio clan; l'applicazione delle proibizioni da parte del governo fu varia, e spesso legata al grado di sostegno dei clan all'interno della ribellione. Nel complesso, tuttavia, queste azioni portarono alla distruzione del tradizionale sistema dei clan e della struttura sociale che ne stava alla base, fatta di piccole comunità agricole.
Dal 1725, subito dopo la prima rivolta giacobita, gli abitanti delle Highlands avevano iniziato ad emigrare verso le Americhe in numeri sempre maggiori. Con la legge sul disarmo del 1746 e la legge sui clan del 1715,
la Corona tentò azioni non efficaci per sottomettere le Highlands scozzesi, e infine inviò le truppe. Guarnigioni governative furono stanziate a Great Glen presso Fort William, a Kiliwhimin (poi denominato Fort Augustus) e Fort George presso Inverness, come anche a Ruthven, Bernera e Inversnaid, collegate al sud tramite le "strade di Wade" (costruite dal Maggiore-Generale George Wade). Le truppe ebbero l'effetto di limitare i viaggi per l'organizzazione, di sopprimere la diffusione di notizie e isolare ulteriormente i clan. Le condizioni sociali rimasero tuttavia non risolte per tutto il decennio.

## "Miglioramenti" economici

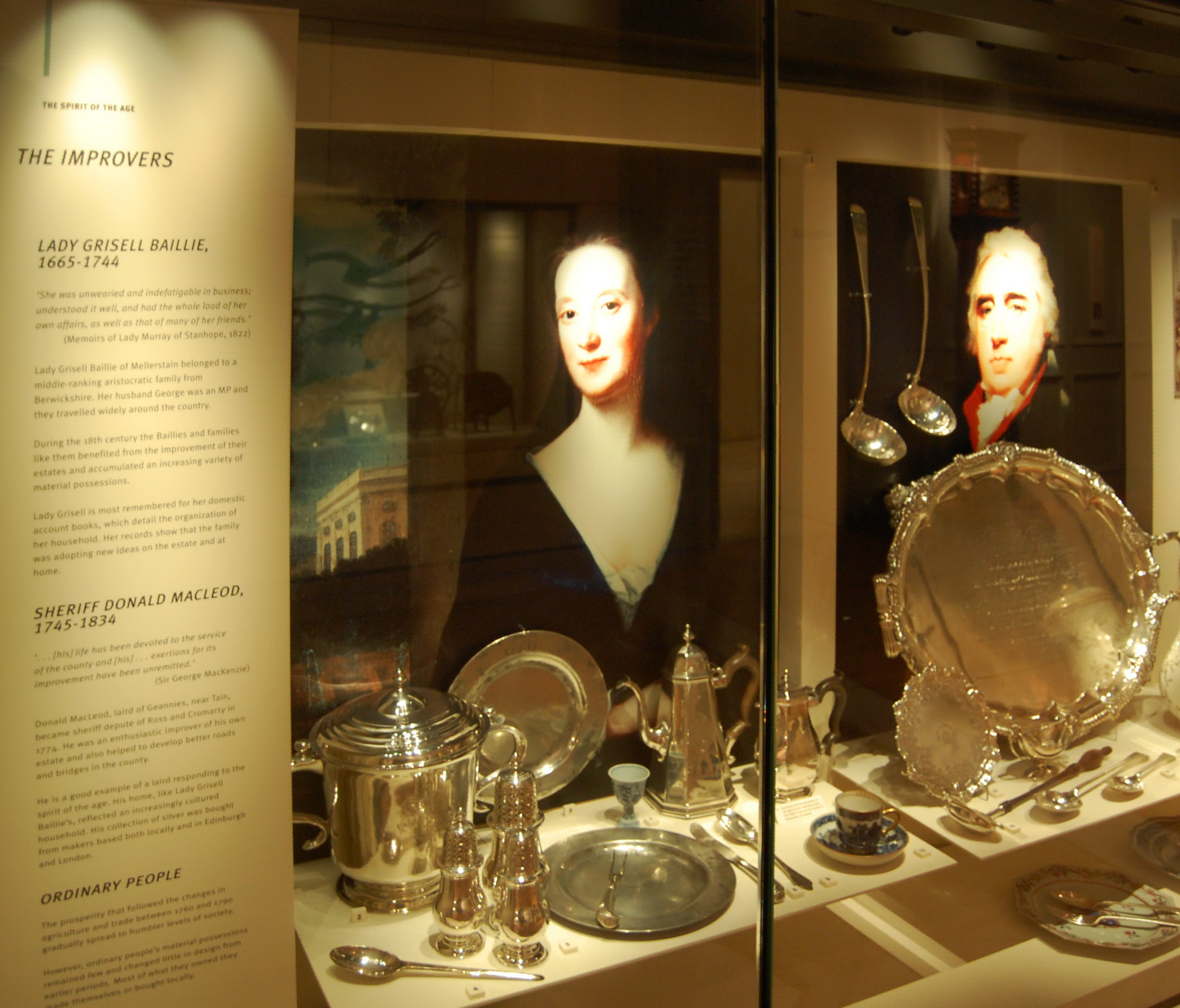
Due "miglioratori" e le loro proprietà: Lady Grisell Baillie (1665-1744) e lo sceriffo Donald MacLeod (1745-1834).

Ciò che divenne noto col nome di "Clearances" fu considerato dai proprietari terrieri come una miglioria necessaria per rendere l'agricoltura gestibile. Si pensa che le migrazioni forzate siano state iniziate dall'ammiraglio John Ross del Castello di Balnagowan nel 1762. MacLeod del clan Macleod iniziò a sperimentare su Skye nel 1732; i capi ingaggiavano fattori delle Lowlands, o talvolta inglesi, con conoscenze in tecniche più proficue di pascolo. Essi "incoraggiavano", talvolta forzosamente, la popolazione a trasferirsi al di fuori delle terre guidicate adatte per il pascolo degli ovini.
Per i proprietari, "miglioramento" e "liberazione delle terre" non significavano necessariamente depopolare. Almeno fino agli anni '20 del XIX secolo, dove vi erano forti crolli del prezzo delle alghe, i proprietari intendevano creare forza lavoro virtualmente gratuita o a bassissimo costo, fornita dalle famiglie che vivevano nelle piccole comunità contadine. Dato che i raccolti e i profitti venivano ceduti ai lord, questi ultimi cercarono con successo di far approvare leggi che fermassero l'emigrazione, portando ad una legge specifica del 1803. La situazione cambiò però dopo gli anni '20 e, per molti proprietari, la carestia delle patate iniziata nel 1846 divenne un'altra ragione per incoraggiare o forzare l'emigrazione e il decremento della popolazione.
Prima dell'inizio delle Clearances, vi furono esempi di capi-clan che risposero a questi problemi al nascere anche prima della battaglia di Culloden.
Le terre dei clan erano divenute proprietà privata dei proprietari terrieri; ciononostante, molti di questi dovettero anche lottare contro le pesanti condizioni economiche. "Gran parte del dramma e della tragedia delle Highland è citata nei negoziati tra i proprietari terrieri tormentati finanziariamente ed i loro creditori, agenti e fiduciari... Le migliori intenzioni non furono mai sufficienti nelle Highland di mezzo secolo, sempre più popolose e in cerca di miglioramento."
Lynch suggerisce che vi sia stata anche una "espulsione dei proprietari delle Highland all'inizio del XIX secolo", cioè quei signori che non si erano adattati al mutamento del periodo e alle circostanze. Di conseguenza, il controllo delle terre passò ad estranei.
Il governo fornì aiuti finanziari per strade e ponti per sostenere la nuova agricoltura e commercio basati sugli ovini.

## L'anno della pecora

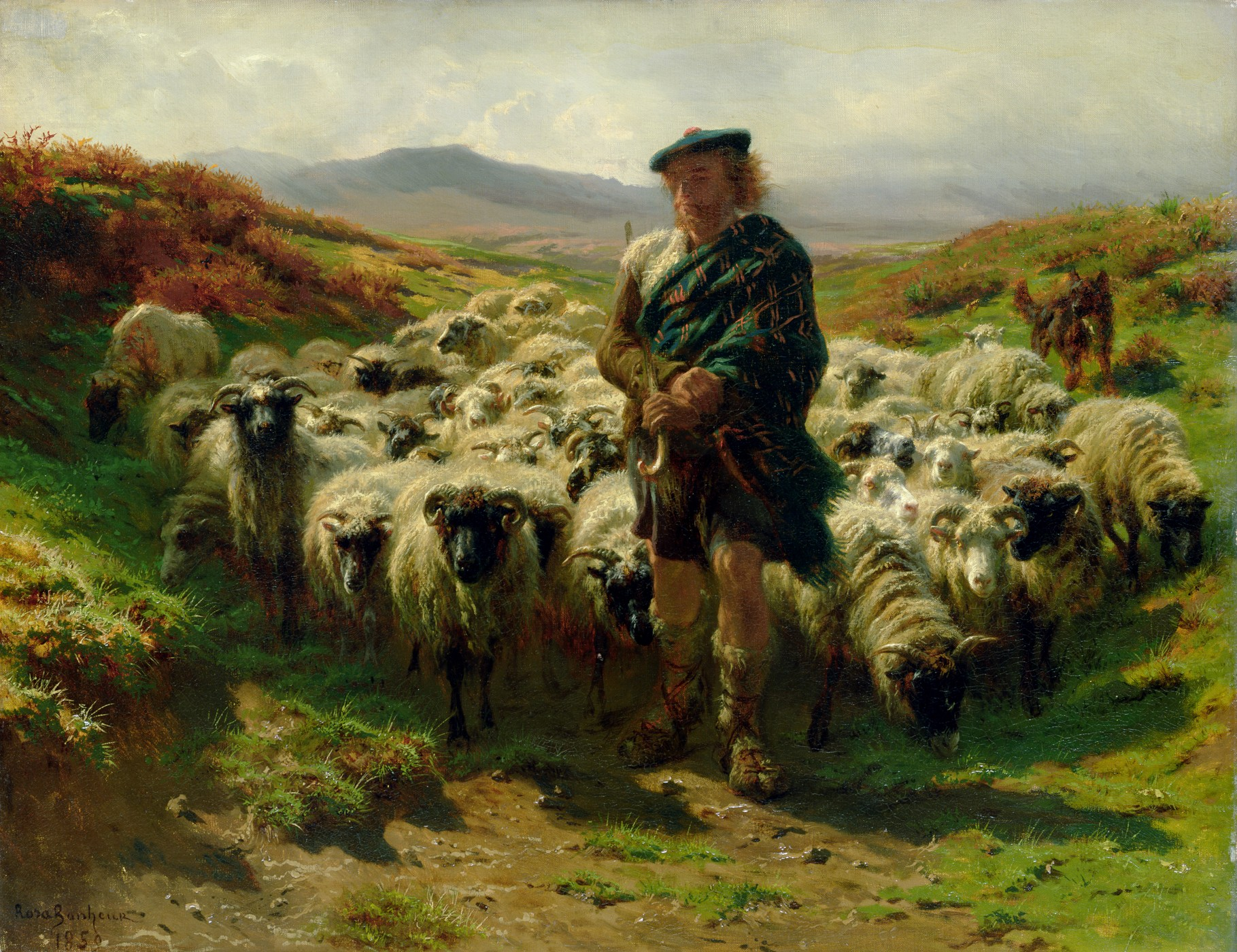
Visione romantica di un pastore delle Highland, dipinto da Rosa Bonheur circa nel 1860

Un'altra grande emigrazione di massa avvenne nel 1792, conosciuto dagli abitanti delle Highlands di lingua gaelica come Bliadhna nan Caorach ("Anno della Pecora"). I proprietari terrieri stavano liberando i poderi per utilizzarli come pascoli; nel 1792 i fattori di Strathrusdale protestarono guidando più di 6.000 pecore fuori dalle terre che circondavano Ardross. Questa azione, comunemente definita come "Disordini delle pecore del Ross-shire", fu gestita dai più alti gradi del governo: il Segretario per gli interni Henry Dundas, I visconte Melville, fu coinvolto nella vicenda e fece mobilitare il battaglione del Black Watch. Egli fermò i disordini e portò i rivoltosi a processo, condannandoli; essi riuscirono poi a scappare dalla prigionia e scomparvero.
Le persone furono trasferite su terreni più poveri, mentre altri vennero inviati in piccole fattorie sulle aree costiere, dove l'agricoltura non riusciva a sostentare la popolazione; si pensava che si sarebbero dati alla pesca come nuovo commercio. Nel villaggio di Badbea a Caithness le condizioni erano talmente aspre che, quando le donne lavoravano, dovevano legare i bambini e le galline alle rocce o ad assi per evitare che fossero portati via fin sugli scogli. Altri contadini furono trasportati direttamente alle navi per l'emigrazione, dirette verso il Nord America o l'Australia.

## Religione
Il Parlamento della Riforma scozzese del 1560 rese la pratica del cattolicesimo romano illegale, come anche la detenzione di qualsiasi proprietà da parte di un cattolico romano. Il cattolicesimo fu in seguito identificato con il giacobitismo, pertanto ritenuto inaccettabile nell'alta società. Il numero di aderenti al cattolicesimo è difficile da stimare ma rappresentò una definita minoranza all'interno della popolazione scozzese, ma la maggioranza nelle Highlands occidentali. Nel 1755 fu stimato che vi erano 16.500 comunicanti, principalmente situati nel nord e nell'ovest. Nel 1764, "la popolazione cattolica totale in Scozia sarebbe stata di circa 33.000 persone, il 2,6% del totale. Di questi, 23.000 si trovavano nelle Highlands". Un'altra stima del 1764 calcola 13.166 cattolici nelle Highlands, circa un quarto di quanti erano emigrati nel 1790.
Dawson e Farber affermano che "nonostante i proprietari terrieri non discriminassero le persone sulla base di ragioni etniche o religiose, l'effetto delle Clearances distrusse gran parte della cultura gaelica, che si disperse insieme alle persone che scapparono" e i protestanti rappresentavano la maggioranza sia della popolazione delle Highlands sia di coloro che fuggivano. Ciononostante, il sentimento anti-cattolico (insieme alle carestie, povertà e affitti in crescita) fu un fattore scatenante in alcune Clearances.

## Seconda fase delle Clearances

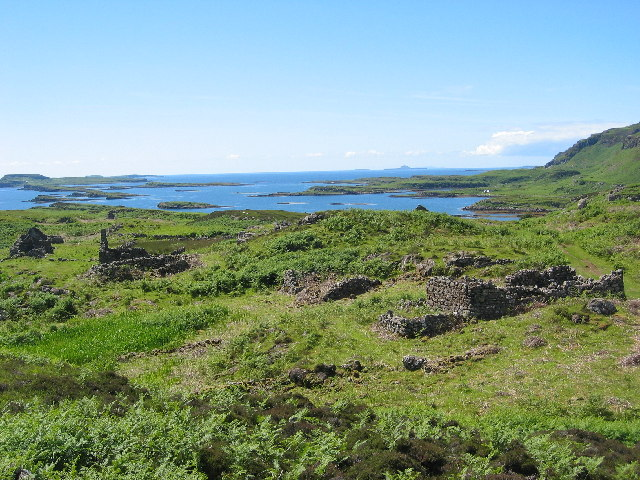
Ormaig fu un tempo il principale insediamento sull'isola di Mull; era abitato fin dalla preistoria, finché non fu evacuato da Francis William Clark a metà del XIX secolo.

Fu solo all'inizio del XIX secolo che la seconda fase delle Clearances, la più brutale, ebbe inizio. Ciò avvenne molto prima della visita di Giorgio IV del Regno Unito nel 1822, quando gli abitanti delle Lowlands misero da parte il proprio odio e scontento verso gli abitanti delle Highlands e si identificarono insieme a loro come simboli nazionali.
I più noti sono gli esempi di proprietari terrieri che cercavano di sfruttare il cambiamento della situazione economica a loro vantaggio, espellendo inquilini poco redditizi dalle loro terre per far spazio a utilizzi più profittevoli, come pascoli, foreste o turismo. Due delle clearances meglio documentate sono quelle delle terre della Duchessa di Sutherland, gestite dal suo fattore Patrick Sellar, e le clearances di Glencalvie, che furono osservate e documentate da un giornalista del London Times.
Nel 1807 Elizabeth Sutherland, XIX contessa di Sutherland, visitando le proprietà di famiglia insieme al marito Lord Stafford, scrisse che "lui fu colpito quanto me dal tenore delle migliorie, e dedicammo tutta la nostra attenzione alle rape". Oltre ad utilizzare le terre per i pascoli, Stafford progettò di investire nel carbone, nel sale, nella lavorazione dei mattoni e delle piastrelle, e nella pesca delle aringhe. In quell'anno i suoi agenti diedero inizio agli sfratti, e 90 famiglie furono obbligate a lasciare i propri raccolti a terra e spostare il proprio bestiame e i propri attrezzi, e gli fu offerto di andare a vivere a 30 km dalla costa, stando all'aperto finché non fossero riusciti a costruirsi nuove case. Questo piano è stato descritto come "un tipico esempio... di ingegneria sociale che non incontrò né le speranze dei fautori, né i bisogni di coloro che li subirono, ma produsse invece un disastro sociale."
Il primo commissario dei Sutherland, William Young, arrivò nel 1809 e ingaggiò subito Patrick Sellar come suo fattore; egli procedette con l'acquisizione di nuovi pascoli. I Sutherland furono responsabili delle brutali espulsioni tra il 1811 ed il 1820. Sellar supervisionò personalmente lo sfratto di tutte le persone riluttanti ad andarsene, a cui furono bruciate le case abbandonate (specialmente i tetti in legno) per impedirne una futura ri-occupazione. In questo periodo erano comuni sfratti anche di 2.000 famiglie al giorno, e molti morirono di fame o di freddo vicino alle loro ex case. La duchessa di Sutherland, vedendo gli ex inquilini morire di fame sui terreni del marito, scrisse in una lettera ad un amico in Inghilterra: "Gli scozzesi sono di temperamento felice, e non ingrassano come altre specie di animali".
Gli sfratti venivano effettuati secondo la legge, con gli avvisi di sfratto che venivano consegnati tipicamente tre mesi prima. Tuttavia, molti erano riluttanti ad andarsene e non obbedivano alle ingiunzioni, pertanto venivano scacciati con la forza. I metodi erano talvolta aspri e brutali, anche per gli standard dell'inizio del XIX secolo. Donald McLeod, uno scalpellino del Sutherland, scrisse sugli eventi di cui fu testimone oculare

La costernazione e la confusione erano estreme. Alle persone non era dato alcun preavviso, oppure preavviso minimo, per lo sfratto loro e delle loro proprietà; le persone lottavano per spostare i malati e gli infermi prima che il fuoco li raggiungesse, e in seguito lottavano per salvare i loro effetti personali di maggior valore. I pianti di donne e bambini, i lamenti del bestiame terrorizzato, braccato dai cani latranti dei pastori in mezzo a fumo e fuoco, dipingevano una scena che rende impossibile la descrizione: bisognava averlo visto per crederlo.
Una densa nuvola di fumo avviluppò l'intera nazione in un giorno, e si estese fino al mare. La notte si presentò una scena grandiosa e terrificante - tutte le case avvolte dalle fiamme. Io salii su una collina alle undici della sera, e contai duecentocinquanta case in fiamme, molti dei cui proprietari conoscevo di persona, ma le cui condizioni del momento - in fiamme o non in fiamme - non potevo giudicare. La conflagrazione durò sei giorni, finché tutte le dimore furono ridotte in cenere o in rovine fumanti. Durante uno di questi giorni una barca si smarrì in mezzo al fumo denso mentre si avvicinava alla costa, ma la notte fu in grado di raggiungere un porto nella livida luce delle fiamme.

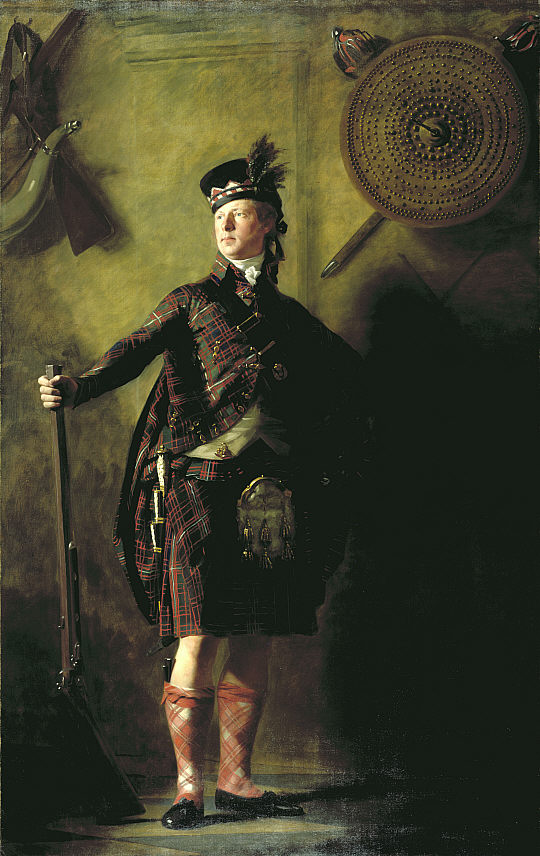
Ritratto realizzato da Henry Raeburn di Alexander Ranaldson MacDonell di Glengarry nel 1812. MacDonnell sosteneva di amare la cultura delle Highland, ma contemporaneamente scacciò i suoi affittuari.

Racconti come quelli di McLeod e David Steward di Garth causarono la condanna generale nell'opinione pubblica. Due vecchi sfollati per ordine di Sellar erano troppo ammalati per andarsene; egli li lasciò esposti alla gelida aria del nord e morirono. Egli fu assolto dall'accusa di omicidio colposo, ma la duchessa scrisse: "Più sento e vedo Sellar, più sono convinta che non dobbiamo più dargli fiducia come facciamo ora. È talmente avido e prepotente con le persone, arrivano proteste pesantissime contro di lui fin da Strathnaver." In seguito a ciò, Sellar fu licenziato.
Altrove, Alexander Ranaldson MacDonell di Glengarry si fece ritrarre come l'ultimo esempio genuino di vero capo delle Highland, mentre i suoi fittavoli (quasi tutti cattolici) erano soggetti a un processo di sfratto senza fine. Egli abbandonò il suo reggimento ormai sbandato; il suo cappellano (poi vescovo) Alexander Macdonell condusse gli uomini e le loro famiglie a stabilirsi nella contea di Glengarry, nell'Ontario orientale, in Canada. Questa area costituì una delle destinazioni preferite dagli emigranti delle Highlands nel XVIII secolo e fino all'inizio del XIX secolo, e il dialetto gaelico canadese fu la lingua natia dell'insediamento. Per rispetto alla cultura scozzese dei loro antenati, la contea ospita gli Highland Games di Glengarry, che si tengono una volta l'anno e sono uno dei maggiori Highland Games di questo tipo al di fuori della Scozia.

## La carestia delle patate

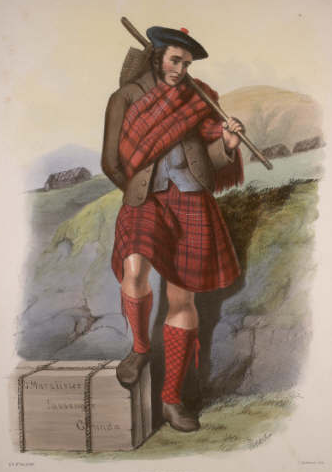
Un ritratto romanticizzato dell'inizio dell'era vittoriana di un membro del Clan MacAlister che lascia la Scozia per il Canada, di Robert Ronald McIan.

Come nella grande carestia irlandese, il raccolto delle patate subì pesanti perdite alla metà del XIX secolo, e la diffusione del colera indebolì ulteriormente la popolazione delle Highland. Le politiche delle clearances causarono fame, morti e una ondata secondaria di emigrazione, quando le famiglie migrarono volontariamente o furono sfrattate con la forza. Moltissime erano le morti tra i bambini e gli anziani; non essendovi alternative, le persone migravano, si arruolavano nell'esercito oppure si trasferivano nei centri urbani in crescita, come Glasgow, Edimburgo e Dundee nelle Lowlands scozzesi, e a Newcastle upon Tyne e Liverpool nel nord dell'Inghilterra. In alcuni luoghi le persone ricevettero incentivi economici per trasferirsi, ma in molti casi i proprietari terrieri utilizzarono metodi violenti.
Nel 1851, a seguito del suo viaggio nelle Highlands occidentali e nelle isole, John McNeill scrisse:

«Gli abitanti di questi distretti non hanno né capitali sufficienti per coltivare tutte le terre necessarie per mantenersi, se queste potessero essere da loro coltivate, né hanno terre a sufficienza dove possiedono il capitale.»

Richards considera questa osservazione come "il dilemma centrale nell'economia agricola". A seguito della carestia delle patate, vi erano più persone di quanto le terre potessero sostentare.
La carestia delle patate diede impulso alla Highland and Island Emigration Society, che aiutò circa 5.000 emigranti ad arrivare in Australia dalle aree colpite in Scozia.